# Звёздная (Барановичи)
Звёздная (бел. Зорная, до 1969 года — Мутьковичи, бел. Муцькавічы) — бывшая деревня в Барановичском районе Брестской области, в 7 км к западу от центра Барановичей. Входила в состав Новомышского сельсовета.
В 2012 году деревня Боровцы включена в состав города Барановичи. 

## История
Ранее населенный пункт назывался Мутьковичи, которая упоминается в документах 1798 года.
В 1897 году деревня Мутьковичы в Новомышской волости Новогрудского уезда Минской губернии, действовали хлебозапасный магазин и часовня.
В начале XX века в деревне было 39 дворов и 282 жителей.
С 1921 года в составе Польши, относилась к Новомышской гмине Барановичского повета Новогрудского воеводства.
С 1939 года в составе БССР. В Великую Отечественную войну с конца июня 1941 года до 8 июля 1944 года оккупирована немецко-фашистскими захватчиками.
В 1969 году деревня Мутьковичи была переименована в Звёздную.
20 октября 2012 года деревня Звёздная упразднена.
9 июля 2012 года Указом Президента Республики Беларусь деревня Звёздная была передана в административное подчинение Барановичских городских Совета депутатов и исполнительного комитета и вошла в черту города.

## Население
- 21 двор, 219 жителей (1897)
- 43 двора, 358 жителей (1909)
- 36 домов, 187 жителей (1921 года)
- 411 житель (1959)
- 142 двора, 724 жителя (1998)
- 337 хозяйств, 964 жителя (2005)